# Ерколе Консальві
Ерколе Консальві (італ. Ercole Consalvi; 8 червня 1757, Рим, Папська область — 24 січня 1824, там же) — італійський куріальний кардинал і папський дипломат, радник папи Пія VII. Кардинал-мирянин. Про-державний секретар Святого Престолу з 15 березня 1800 по 11 серпня 1800. 19 грудня 1801 по 17 червня 1806. Про-префект Трибуналу Апостольської Сигнатури Правосуддя з 26 грудня 1801 по 6 вересня 1805. 1823. Секретар апостольських листів з 10 травня 1817 по 24 січня 1824. Камерленго Священної Колегії кардиналів з 20 лютого 1820 по 8 січня 1821. Про-префект Священної Конгрегації Пропаганди січня 1824. Префект Священної Конгрегації Пропаганди Віри з 13 січня 1824 до 24 січня 1824. Кардинал-диякон з 11 серпня 1800, з титулю рною диаконією Сант-Агата-алла-Субурра з 20 жовтня 1800 по 28 липня 1817. Кардинал-диякон з титулярною дияконією Санта-Марія-ад-Мартірес з 28 липня 1817 по 24 січня 1824 року.
Показав велике мистецтво як дипломата під час укладання конкордата із Францією (15 липня 1801 року). При подальшій боротьбі між папою і Наполеоном, Консальві, на вимогу Наполеона, був вилучений з посади, але повернений до неї відразу після падіння імперії і займав її до смерті Пія VII в 1822 році. Уклав вигідні для папського престолу договори з Росією, Пруссією, Баварією, Вюртембергом, П'ємонтом, Іспанією та Неаполем.